# Platambus khukri
Platambus khukri är en skalbaggsart som beskrevs av Michel Brancucci 1990. Platambus khukri ingår i släktet Platambus och familjen dykare. Inga underarter finns listade i Catalogue of Life.